# 细纹小鳖甲蜗牛
细纹小鳖甲蜗牛（学名：Discoconulus radiatus），是柄眼目鳖甲蜗牛科Discoconulus的一种。主要分布于台湾，常栖息在落叶堆或朽木中。